# Adolfo Bocchi
Adolfo Bocchi (1892) è stato un bobbista italiano.

## Biografia
Nato nel 1892, a 32 anni partecipò ai primi Giochi olimpici invernali, quelli di Chamonix-Mont-Blanc 1924, nel bob a quattro insieme a Leonardo Bonzi, Alfredo Spasciani, Luigi Tornielli di Borgolavezzaro e Alberto Visconti, concludendo la 1ª manche con il tempo di 4'08"44, ma non partecipando alle altre.